# Джесика Алба
Джесика Мари Алба (на английски: Jessica Marie Alba) е американска актриса и секссимвол, носителка на награда „Сатурн“ и номинирана за „Златен глобус“.

## Биография
Родена е на 28 април 1981 г. в град Помона, Калифорния. Израства на различни места, тъй като баща ѝ е служител на военновъздушните сили. Живяла е в Билокси, Мисисипи, Дел Рио, Тексас и Южна Калифорния.

### Актьорска кариера
Алба започва своята телевизионна и филмова кариера, когато е на 13 години в „Camp Nowhere“ и „The Secret World of Alex Mack“ (1994). Тя става известна със сериала „Ангел на мрака“ (2000/02), след което продължава развитието си, връщайки се към филмите, като участва главно в екшъни и комедии. По-късно Алба участва в редица филми, сред които „Хъни“ (2003), „Град на греха“ (2005), „Фантастичната четворка“ (2005), „Опасно синьо“ (2005), „Фантастичната четворка и сребърния сърфист“ (2007) и „Късметлията Чък“, същата година.
Актрисата често попада в класацията на списание „Максим“ за 100-те най-горещи жени и е на първо място в класациите 99-те най-желани жени за 2006 г. и Най-секси жена в света на списание „FHM“ за 2007 г. Алба се появява (без нейно съгласие) също и на корицата на „Плейбой“, което е последвано от съдебен процес, който по-късно е прекратен – Хю Хефнър ѝ се извинява лично и прави дарения на две благотворителни организации, подкрепяни от нея. Джесика е печелила различни награди за своите роли, като например за най-добра актриса в сериала „Ангел на мрака“.

### Предприемаческа дейност
През 2011 г. Алба става съоснователка на компанията за потребителски стоки The Honest Company, произвеждаща нетоксични продукти. През 2014 г. стойността на компанията възлиза на над 1 млрд. долара, което изненадва много аналитици. По данни на списание „Forbes“ Алба притежава от 15 до 20% от компанията и следователно нейният пакет акции струва около $200 млн. Лицето ѝ се появява на корицата на юнския брой на „Forbes“ през 2015 г.

## Филмография
- Camp Nowhere (1994)
- The Secret World of Alex Mack (1994)
- Venus Rising (1995)
- Flipper (1995)
- Chicago Hope (1996)
- Too Soon for Jeff (1996)
- Brooklyn South (1998)
- Beverly Hills, 90210 (1998)
- The Love Boat: The Next Wave (1998)
- P.U.N.K.S. (1999)
- Целуни ме (1999)
- Палави ръце (1999)
- Paranoid (2000/I)
- Dark Angel (Ангел на мрака)(2002)
- Езикът на любовта (2003)
- Mad TV (2003)
- Хъни (2003)
- Град на греха (2005)
- Фантастичната четворка (2005)
- Опасно синьо (2005)
- Фантастичната четворка и сребърният сърфист (2007)
- Късметлията Чък (2007)
- Awake (2007)
- Bill (2007)
- The Ten (2007)
- Окото (2008)
- The Love Guru (2008)
- An Invisible Sign (2010)
- The Killer Inside Me (2010)
- Запознай се с малките (2010)
- Денят на влюбените (2010)
- Мачете (2010)
- Деца шпиони: Краят на времето (2011)
- Бягство от планетата Земя (2013)
- Град на греха 2: Жена, за която да убиеш (2014)
- Лимузината (2014)
- Baby, Baby, Baby (2015)
- Антураж (2015)
- Barely Lethal (2015)
- Воалът (2016)
- Dear Eleanor (2016)
- Механикът: Възкресение (2016)